# 舒村
舒村（法語：Choue，法語發音：[ʃu]）是法国卢瓦尔-谢尔省的一个市镇，属于旺多姆区。

## 地理
舒村（47°59'55"N, 0°55'42"E）面积37.39 平方千米，位于法国中央-卢瓦尔河谷大区卢瓦-谢尔省，该省份为法国中北部省份，北起厄尔-卢瓦省，东北接卢瓦雷省，东南接谢尔省，南至安德尔省，西南接安德尔-卢瓦尔省，西北接萨尔特省。
与舒村接壤的市镇（或旧市镇、城区）包括：巴尤、布尔赛、拉沙佩勒维孔泰斯、科尔默农、蒙杜布洛、圣马克迪科尔、勒唐普勒、库埃特龙欧佩什。

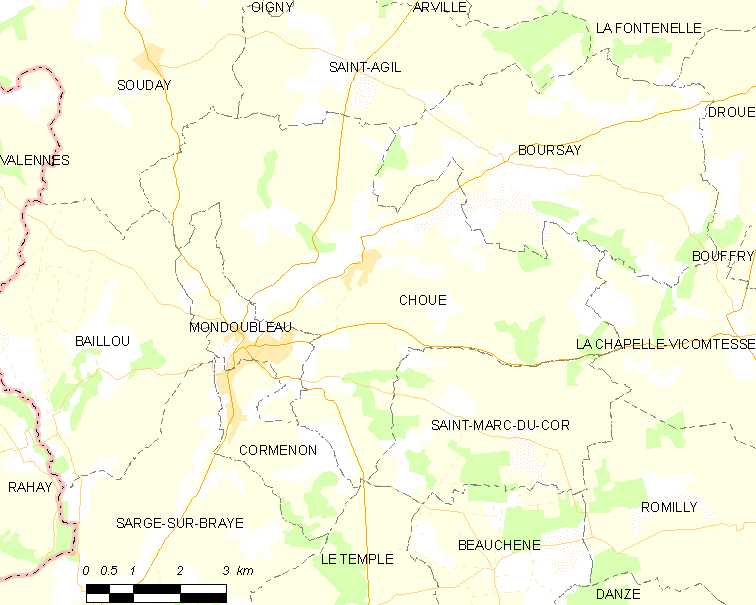
舒村的OSM定位图

舒村的时区为UTC+01:00、UTC+02:00（夏令时）。

## 行政
舒村的邮政编码为41170，INSEE市镇编码为41053。

## 政治
舒村所属的省级选区为佩尔什县。

## 人口

1962-2008年间舒村人口变化图示

舒村于2022年1月1日时的人口数量为515人。